# مدافع الإنشطار النووي

طريقة التجميع

مدافع الانشطار النووي هي أسلحة نووية قائمة على الانشطار حيث يكون تصميمها الداخلي بتجميع المواد الانشطارية باستخدام طريقة «المدفع». تتكون الكتلة الإنشطارية من جزئين منفصلين ولكي يحدث الانفجار لا بد من تجميع الجزئين في الكتلة الحرجة في أقل من 1/1000 من الثانية. لهذا تستخدم طريقة القذف المدفعي لجزء الكتلة ليلتحم بأقصى سرعة مع الجزء الآخر من الكتلة.

## إستخدامها

طريقة المدفع لتفجير الكتلة الحرجة (أعلى) وطريقة الانفجار (الانهيار) الداخلي (اسفل).

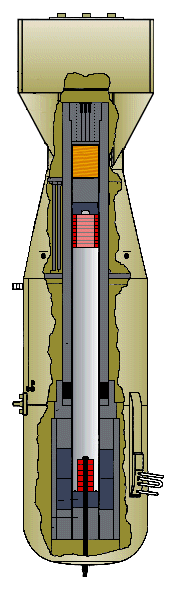
الجزء الداخلي من الولد الصغير (قنبلة) أستخدم ضد هيروشيما. يشار إلى اليورانيوم-235 باللون الأحمر.

تم تطبيق الطريقة في أربعة برامج معروفة:
- سلاح «الولد الصغير (قنبلة)» الذي يتكون من جزئين منفصلين للكتلة الحرجة وتجميعهما السريع للانفجار بطريقة المدفع؛ وتم تفجيره فوق هيروشيما.وأعدت عدة وحدات إضافية من نفس التصميم بعد الحرب العالمية الثانية.
- عبارة عن مجموعة من القذائف المدفعية النووية بقياس 11 بوصة داخل القنبلة في توزيع كروي، يتم تجميعها في كتلة حرجة بطريقة انفجار داخلي سريع بواسطة مجموعة متفجرات داخلية فتنفجر الكتلة النووية الحرجة (انظر الصورة).
- عبارة عن قذيفة مدفعية 8 بوصة وصنعت في جنوب أفريقيا.
- الأسلحة النووية الحرارية وهي التي مازالت تستخدم حاليا.

## الولد الصغير (قنبلة)
هي الطريقة التي عمل بها سلاح الولد الصغير الذي تم تفجيره على هيروشيما باستخدام اليورانيوم 235 في مواده الانشطارية.
حيث كان العلماء الذين صمموا سلاح «الولد الصغير» واثقين من نجاحه المحتمل لدرجة أنهم لم يختبروا التصميم قبل استخدامه في الحرب. حيث لم يكن هناك سوى اليورانيوم 235 متاحة لجهاز واحد.

## الإنتشار والإرهاب
فيما يتعلق بمخاطر الانتشار واستخدامه من الإرهابيين فإن التصميم البسيط نسبياً يشكل مصدر قلق حيث إنه لا يتطلب الكثير من الهندسة أو التصنيع. حيث يكفي وجود يورانيوم عالي التخصيب.

## الفرق مع طريقة الانفجار

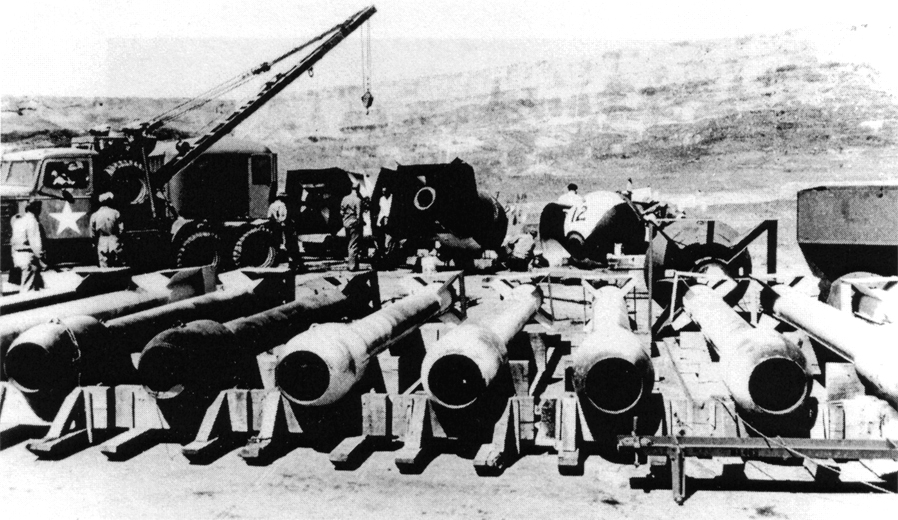
في يوليو 1944 تخلى المختبر عن قنبلة من نوع بلوتونيوم من نوع ("قنبلة الرجل النحيف"

بالنسبة للحالات المتقدمة تقنيا أصبحت طريقة استخدام السلاح الآن سلسة جداً لأسباب تتعلق بالكفاءة والسلامة وقد تخلت الولايات المتحدة إلى حد كبير عن طريقة استخدام السلاح بمجرد أن تم تحسين تقنية الانهيار إلا إنه توجد دول مثل المملكة المتحدة والاتحاد السوفياتي لم تتمكن أبدا من امتلاك هذا النوع من الأسلحة. تعتبر تقنية الانجراف أكثر ملاءمة للطرق المختلفة المستخدمة لتقليل وزن السلاح وزيادة نسبة المواد التي تشتغل حيث قامت جنوب أفريقيا ببناء حوالي خمسة أسلحة من نوع المدافع وتخلوا لاحقا عن برنامج الأسلحة النووية.

## المدفعية النووية الأمريكية

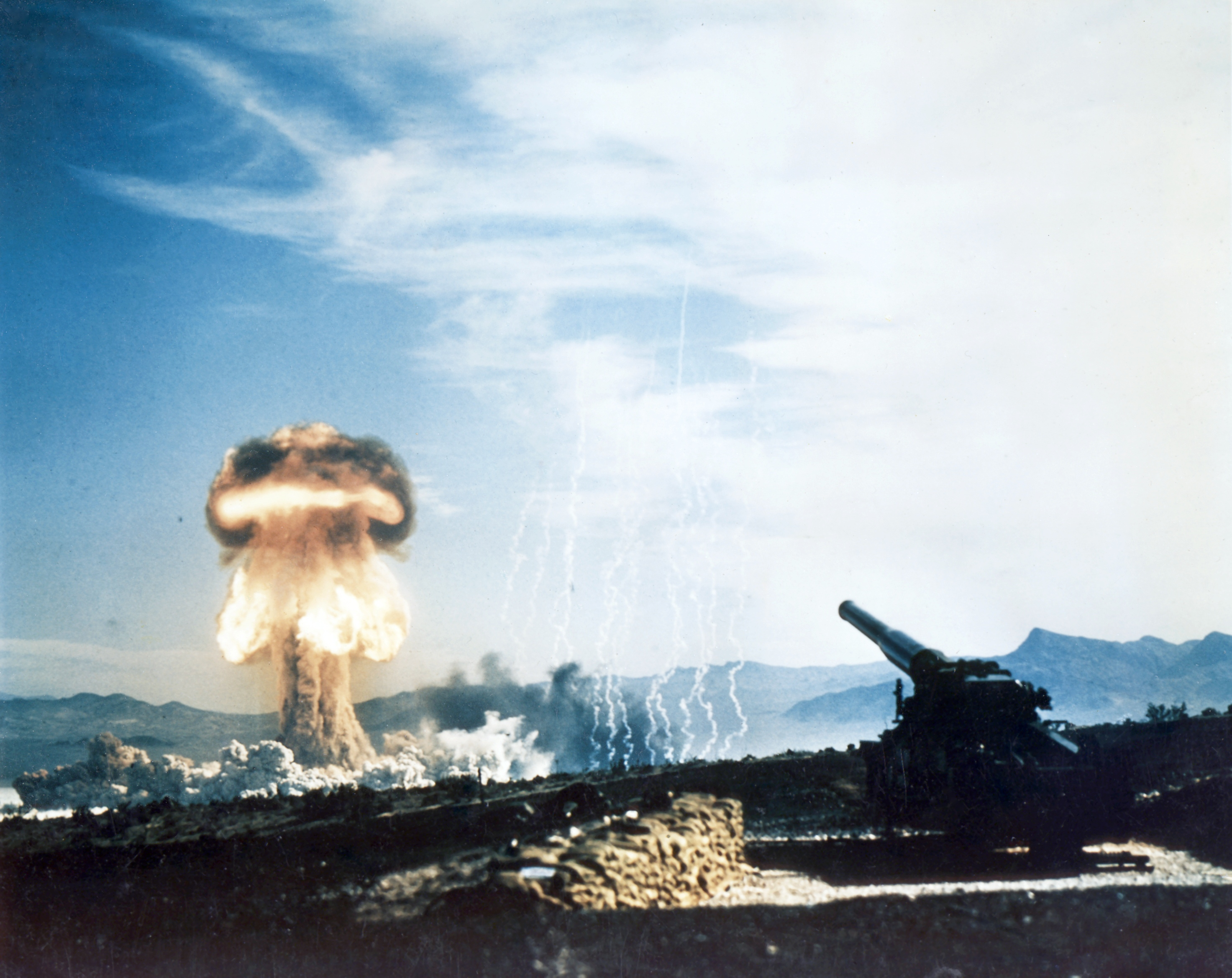
اختبار عام 1953 لقذيفة مدفعية نووية في موقع اختبار نيفادا.

تم استخدام طريقة المدافع في قذائف المدفعية النووية حيث يمكن تصميم التصميم الأبسط بسهولة أكبر لتحمل التسارع السريع والقوة التي يتم الحصول عليها بواسطة المدفعية. 
تم اختبار سلاح المدفعية النووية من نوع W9 في 25 مايو 1953 في نيفادا. 
حيث كانت هذه القذيفة المدفعية النووية الوحيدة التي أطلقت بالفعل (من مدفع) في برنامج الاختبار الأمريكي وقد تم إنتاج العديد منها وتطويرها مثل W19 و W33.

## قائمة الأسلحة من نوع المدفعية بالولايات المتحدة
- الولد الصغير (قنبلة)
- قنبلة الرجل النحيف